# Couche de propreté

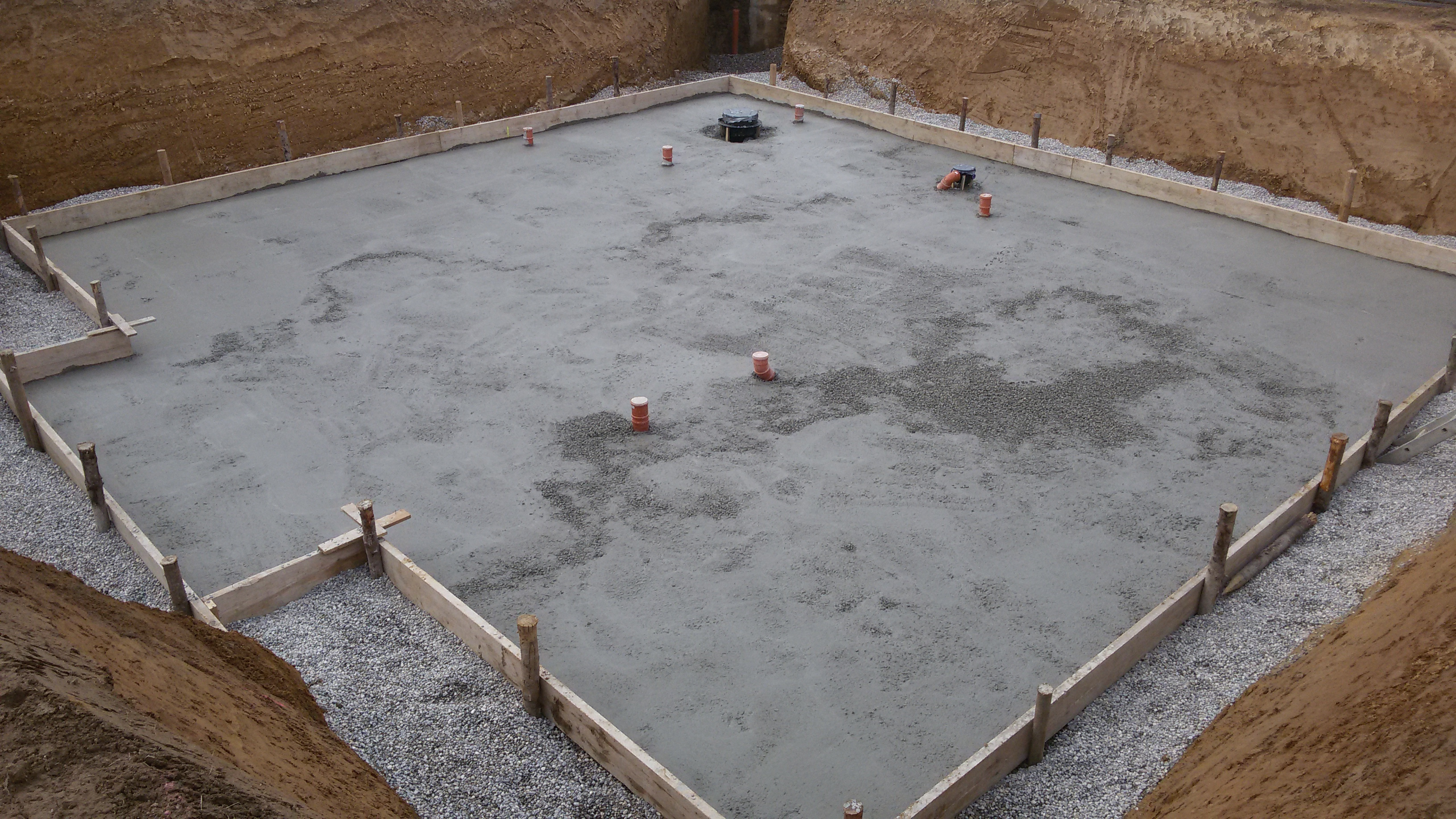
couche de propreté pour dalle de plancher d'une maison unifamiliale (coffrage pour dalle de plancher déjà fourni).

En construction, la couche de propreté est une fine couche de béton maigre (de) située entre le fond d'excavation et les fondations du bâtiment.

## Utilité
L'objectif premier de la pose d'une couche de propreté est d'obtenir une surface propre, plane, relativement résiliente et sèche pour les travaux ultérieurs. Cela évite que les armatures de béton et les entretoises ne soient enfoncées dans le sous-sol et que l'enrobage de béton minimum (de) requis ne soit plus atteint. Lors de la construction d’une « cuve noire (de) » , la couche imperméabilisante (de) nécessaire est appliquée directement sur la couche de propreté.
Une couche de propreté présente également l'avantage que le fond de la fouille est protégé des infiltrations causées par les intempéries. Ceci est particulièrement important si le sous-sol est sensible à l'humidité (sols cohésif).

## Caractéristiques
La couche de propreté est généralement constituée de béton de faible classe de résistance (C 8/10 avec classe d'exposition (de) X0), qui est installé le plus à niveau possible. Aucun renfort n'est requis. L'épaisseur est d'au moins 5 cm. Pour des exigences plus élevées (par exemple sols chimiquement agressifs) ou lors de la construction d'une cuve noire, une épaisseur de 10 cm est requise au choix.

## Alternatives
Afin d'économiser du temps et de l'argent, dans certains cas, la création d'une couche de propreté est omise et des films PE ou des nattes drainantes (de) à parois épaisses sont utilisés. Cependant, les deux produits ne représentent pas un remplacement tout à fait équivalent, car ils ne peuvent pas compenser les éventuelles irrégularités du fond de la fouille, et il existe également le risque que les armatures ou les entretoises ne les pénètrent, et que l'enrobage minimum en béton ne soit donc plus respecté.
Une couche anticapillarité (de), une protection contre le gel (de) ou une couche isolante sous la dalle de plancher peut également être formée, comme niveau suffisamment solide pour appliquer une couche d'étanchéité ou pour assurer la couverture minimale des armatures de la dalle de planche ; soit sous forme de support en gravier, ou en granulat de verre cellulaire, qui est compacté avec une plaque vibrante (de) ou une dameuse manuelle ; soit comme système multicouche composé de panneaux XPS, de panneaux EPS ou de panneaux en mousse de verre, qui doit être agréé par les autorités de construction. pour l'usage prévu.

## Normes et standards
- DIN EN 1992-1 – Eurocode 2 : Calcul des structures en béton
- DIN 1045-3 - Structures en béton, béton armé et béton précontraint - Partie 3 : Construction - Règles d'application de la norme DIN EN 13670